# René Desfontaines

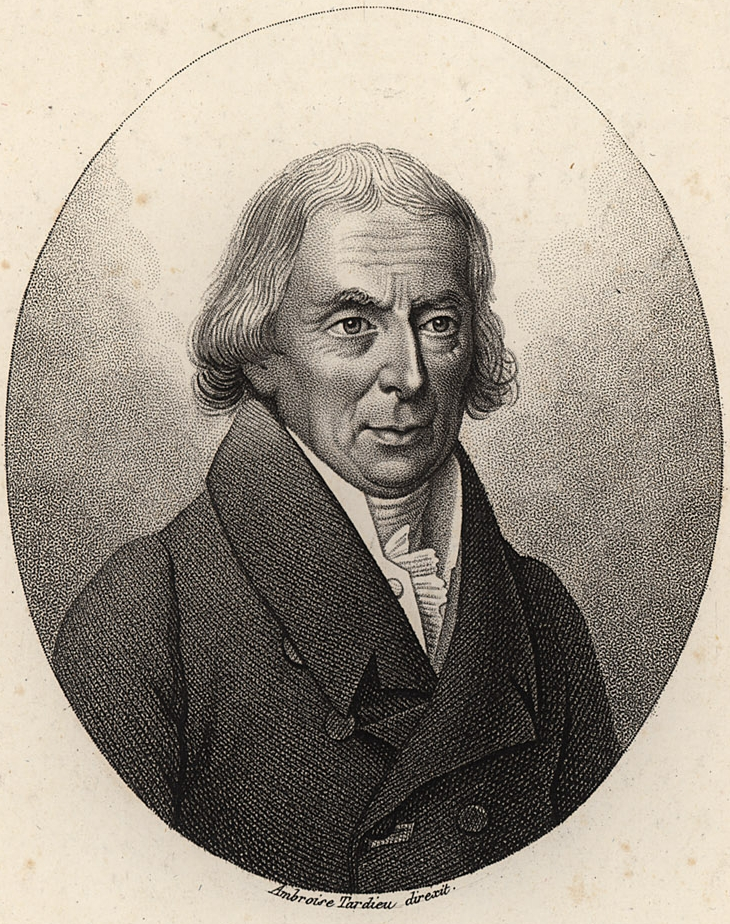
René Louiche Desfontaines

René Louiche Desfontaines (* 14. Februar 1750 in Tremblay; † 16. November 1833 in Paris) war ein französischer Botaniker.  Sein offizielles botanisches Autorenkürzel lautet „Desf.“

## Leben und Wirken
Desfontaines wurde in der Nähe von Tremblay in der Bretagne geboren. Nachdem er das Collège de Rennes besucht hatte, ging er 1773 nach Paris, um Medizin zu studieren. Sein Interesse für die Botanik wurde bei den Vorlesungen von Louis Guillaume Lemonnier am Jardin des Plantes geweckt. 1786 wurde er als Nachfolger von Lemonnier zum Professor für Botanik am Jardin des Plantes ernannt. Desfontaines sammelte auf einer zweijährigen Reise nach Tunesien und Algerien eine große Zahl an Pflanzen. In seiner Flora Atlantica brachte Desfontaines Erstbeschreibungen von etwa 300 Pflanzenarten.
Seit 1812 war er korrespondierendes Mitglied der Preußischen Akademie der Wissenschaften. Am 6. Juni 1833 wurde er als auswärtiges Mitglied („Foreign Member“) in die Royal Society aufgenommen. Er war Mitglied der Académie des sciences in Paris.

## Taxonomische Ehrung
Die Pflanzengattung Desfontainia Ruiz & Pav. (mit der einzigen in Südamerika heimischen Art Desfontainia spinosa) ist nach ihm benannt. Diese Gattung wird innerhalb der Ordnung der Enzianartigen je nach Autor in eine eigene Familie Desfontainiaceae separiert oder der Familie der Brechnussgewächse (Loganiaceae) zugeschlagen. Auch die Gattungen Fontanesia Labill. aus der Familie der Ölbaumgewächse (Oleaceae) und Louichea L'Hér. aus der Familie der Nelkengewächse (Caryophyllaceae) sind nach ihm benannt.

## Schriften

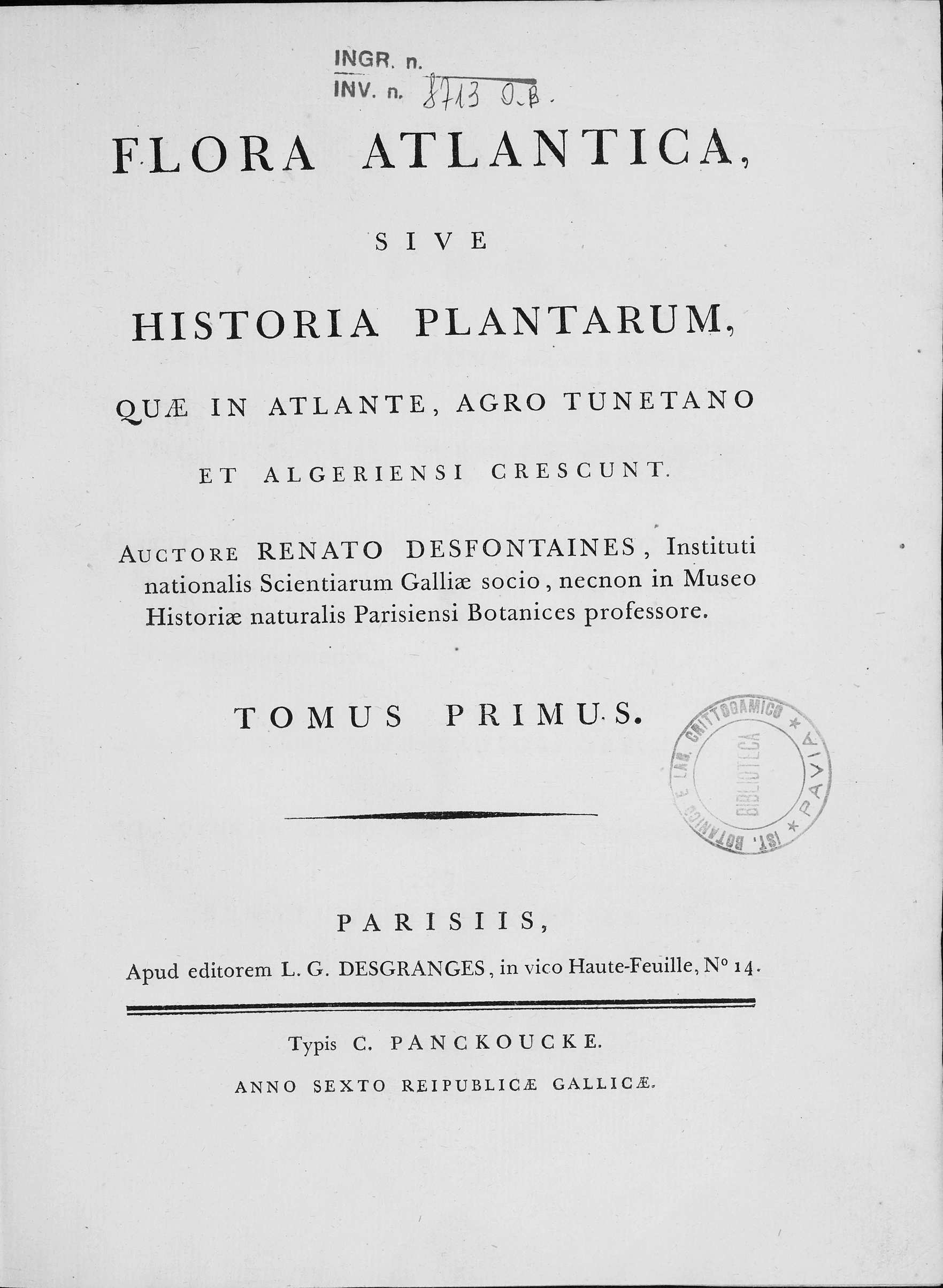
Flora atlantica, 1797

- Flora atlantica ..., 2 Bände, 1798–1799
- Tableau de l'école de botanique ..., 1804
- Choix des plantes du Corollaire des instituts de Tournefort, 1808
- Histoire des arbres et des arbrisseaux ..., 1809
- Voyage dans les Régences de Tunis et d'Alger, 1838